# 400 metros com barreiras
400 metros com barreiras é uma modalidade olímpica do atletismo que consiste em uma corrida de velocidade com a superação de barreiras ao longo da totalidade de uma pista padrão ovalada desta distância.

## História
A primeira prova da modalidade foi disputada em 1860 em Oxford, na Inglaterra, com os atletas tendo que saltar sobre doze barreiras com cerca de 100 cm de altura, colocadas em sua extensão, antes de chegar à meta. Com a extensão de 440 jardas, as barreiras eram feitas de madeira e enterradas no solo.
A primeira prova olímpica surgiu em Paris 1900 e Walter Tewksbury, dos Estados Unidos, o primeiro campeão olímpico e nela as barrreiras foram reduzidas a dez, mantendo-se assim posteriormente. O evento faz parte do programa olímpico desde então, com exceção de Estocolmo 1912. A prova foi introduzida no feminino em Los Angeles 1984 e vencida por Nawal El Moutawakel, do Marrocos, a primeira africana e primeira atleta de um país muçulmano a ser campeã olímpica; hoje Nawal é membro-executivo do Comitê Olímpico Internacional e presidente do Comitê de Avaliação para seleção das cidades candidatas aos Jogos Olímpicos de 2012 e 2016.
O domínio dos Estados Unidos na prova masculina é absoluto através dos tempos, com dezoito medalhas de ouro em Olimpíadas  e o bicampeão olímpico e quatro vezes recordista mundial Edwin Moses é o maior nome na história da prova, com 122 vitórias consecutivas em sua carreira no curso de uma década.  O recorde mundial pertence ao norueguês Karsten Warholm – 45.94 – e o feminino é da norte-americana Sydney McLaughlin-Levrone – 50.37, também a atual bicampeã olímpica.  

## Regras
Os atletas largam de blocos de partida fixados no chão e dão uma volta inteira em torno da pista dentro de suas raias designadas, saltando dez barreiras até a linha de chegada. As barreiras, com largura idêntica a da raia de corrida, feitas de um alumínio especial e desenhadas para cair para a frente a um toque mais forte, tem uma altura de 91,4 cm na prova masculina; para as mulheres a altura é de 76,2 cm. As barreiras podem ser tocadas ou até derrubadas sem desclassificação do atleta que geralmente é o único prejudicado em seu próprio tempo nesta situação.
Assim como em outras provas de velocidade do atletismo, um tempo de reação inferior a 0.1s ao sinal de largada é considerado como uma largada falsa e o atleta desclassificado com a prova sendo reiniciada com os restantes. Um atleta também pode ser desclassificado caso pise na raia de outro competidor.

## Recordes
De acordo com a Federação Internacional de Atletismo – IAAF. 
Homens
| Recorde          | Marca | Atleta          | País    | Data          | Local       |
| Recorde mundial  | 45.94 | Karsten Warholm | Noruega | 3 agosto 2021 | Tóquio      |
| Recorde olímpico | 45.94 | Karsten Warholm | Noruega | 3 agosto 2021 | Tóquio 2020 |

Mulheres
| Recorde          | Marca | Atleta                    | País           | Data          | Local      |
| Recorde mundial  | 50.37 | Sydney McLaughlin-Levrone | Estados Unidos | 8 agosto 2024 | Paris      |
| Recorde olímpico | 50.37 | Sydney McLaughlin-Levrone | Estados Unidos | 8 agosto 2024 | Paris 2024 |

## Melhores marcas mundiais
As marcas abaixo são de acordo com a World Athletics.

### Homens
| Posição | Tempo | Atleta            | País           | Data             | Local   |
| ------- | ----- | ----------------- | -------------- | ---------------- | ------- |
| 1       | 45.94 | Karsten Warholm   | Noruega        | 3 agosto 2021    | Tóquio  |
| 2       | 46.17 | Rai Benjamin      | Estados Unidos | 3 agosto 2021    | Tóquio  |
| 3       | 46.28 | Karsten Warholm   | Noruega        | 16 agosto 2025   | Silésia |
| 4       | 46.29 | Alison dos Santos | Brasil         | 19 julho 2022    | Eugene  |
| 5       | 46.39 | Rai Benjamin      | Estados Unidos | 16 setembro 2023 | Eugene  |
| 6       | 46.46 | Rai Benjamin      | Estados Unidos | 30 junho 2024    | Eugene  |
| 6       | 46.46 | Rai Benjamin      | Estados Unidos | 9 agosto 2024    | Paris   |
| 8       | 46.51 | Karsten Warholm   | Noruega        | 21 julho 2023    | Mônaco  |
| 9       | 46.52 | Karsten Warholm   | Noruega        | 15 junho 2023    | Oslo    |
| 10      | 46.53 | Karsten Warholm   | Noruega        | 16 setembro 2023 | Eugene  |

### Mulheres
| Posição | Tempo | Atleta                    | País           | Data          | Local             |
| ------- | ----- | ------------------------- | -------------- | ------------- | ----------------- |
| 1       | 50.37 | Sydney McLaughlin-Levrone | Estados Unidos | 8 agosto 2024 | Paris             |
| 2       | 50.65 | Sydney McLaughlin-Levrone | Estados Unidos | 30 junho 2024 | Eugene            |
| 3       | 50.68 | Sydney McLaughlin         | Estados Unidos | 22 julho 2022 | Eugene            |
| 4       | 50.95 | Femke Bol                 | Países Baixos  | 14 julho 2024 | La Chaux-de-Fonds |
| 5       | 51.30 | Femke Bol                 | Países Baixos  | 20 julho 2024 | Londres           |
| 6       | 51.41 | Sydney McLaughlin         | Estados Unidos | 25 junho 2022 | Eugene            |
| 7       | 51.45 | Femke Bol                 | Países Baixos  | 23 julho 2023 | Londres           |
| 8       | 51.46 | Sydney McLaughlin         | Estados Unidos | 4 agosto 2021 | Tóquio            |
| 9       | 51.58 | Dalilah Muhammad          | Estados Unidos | 4 agosto 2021 | Tóquio            |
| 10      | 51.61 | Sydney McLaughlin         | Estados Unidos | 5 junho 2022  | Nashville         |

## Melhores marcas olímpicas
As marcas abaixo são de acordo com o Comitê Olímpico Internacional – COI.

### Homens
| Posição | Tempo | Atleta            | País                     | Medalha | Local          |
| ------- | ----- | ----------------- | ------------------------ | ------- | -------------- |
| 1       | 45.94 | Karsten Warholm   | Noruega                  | ouro    | Tóquio 2020    |
| 2       | 46.17 | Rai Benjamin      | Estados Unidos           | prata   | Tóquio 2020    |
| 3       | 46.46 | Rai Benjamin      | Estados Unidos           | ouro    | Paris 2024     |
| 4       | 46.72 | Alison dos Santos | Brasil                   | bronze  | Tóquio 2020    |
| 5       | 46.78 | Kevin Young       | Estados Unidos           | ouro    | Barcelona 1992 |
| 6       | 47.06 | Karsten Warholm   | Noruega                  | prata   | Paris 2024     |
| 7       | 47.08 | Kyron McMaster    | Ilhas Virgens Britânicas |         | Tóquio 2020    |
| 8       | 47.12 | Abderrahman Samba | Catar                    |         | Tóquio 2020    |
| 9       | 47.19 | Andre Phillips    | Estados Unidos           | ouro    | Seul 1988      |
| 10      | 47.23 | Amadou Dia Ba     | Senegal                  | prata   | Seul 1988      |

### Mulheres
| Posição | Tempo | Atleta                    | País           | Medalha | Local        |
| ------- | ----- | ------------------------- | -------------- | ------- | ------------ |
| 1       | 50.37 | Sydney McLaughlin-Levrone | Estados Unidos | ouro    | Paris 2024   |
| 2       | 51.46 | Sydney McLaughlin         | Estados Unidos | ouro    | Tóquio 2020  |
| 3       | 51.58 | Dalilah Muhammad          | Estados Unidos | prata   | Tóquio 2020  |
| 4       | 51.87 | Anna Cockrell             | Estados Unidos | prata   | Paris 2024   |
| 5       | 52.03 | Femke Bol                 | Países Baixos  | bronze  | Tóquio 2020  |
| 6       | 52.15 | Femke Bol                 | Países Baixos  | bronze  | Paris 2024   |
| 7       | 52.29 | Jasmine Jones             | Estados Unidos |         | Paris 2024   |
| 8       | 52.64 | Melaine Walker            | Jamaica        | ouro    | Pequim 2008  |
| 9       | 52.68 | Rushell Clayton           | Jamaica        |         | Paris 2024   |
| 10      | 52.77 | Lashinda Demus            | Estados Unidos | ouro    | Londres 2012 |
| 10      | 52.77 | Fani Halkia               | Grécia         |         | Atenas 2004  |

* A marca de Fani Halkia (52.77) foi conseguida nas semifinais de Atenas 2004.

## Marcas da lusofonia
| País                | Masculino | Atleta                       | Ano       | Local             | Feminino | Atleta            | >Ano | Local     |          |
| Brasil              | 46.29     | Alison dos Santos            | 2022      | Eugene            | 55.15    | Chayenne da Silva | 2021 | São Paulo | [ 11 ]   |
| Portugal            | 48.77     | Pedro Rodrigues Carlos Silva | 1994 1999 | Helsinque Zurique | 55.22    | Vera Barbosa      | 2012 | Londres   | [ 12 ]   |
| Moçambique          | 49.02     | Kurt Couto                   | 2012      | Praga             | 1:03.01  | Telma Cossa       | 2002 | Germiston | :633,771 |
| Cabo Verde          | 49.26     | Jordín Andrade               | 2016      | Kingston          | 1.01.19  | Neuza Reis        | 2013 | Fátima    | :632,770 |
| Guiné-Bissau        | 50.68     | Edivaldo Monteiro            | 1998      | Lisboa            | 1.02.09  | Graciela Martins  | 2014 | Bambolim  | :633,771 |
| Angola              | 51.95     | Wilson André                 | 1995      | Lisboa            | 58.34    | Delfina Joaquim   | 1999 | Lisboa    | :632,770 |
| São Tomé e Príncipe | 53.69     | Arlindo Pinheiro             | 2001      | Lisboa            | 1.01.36  | Inicia Coelho     | 1997 | Mataró    | :633,771 |